# Győr-Sopron-Ebenfurti Vasút

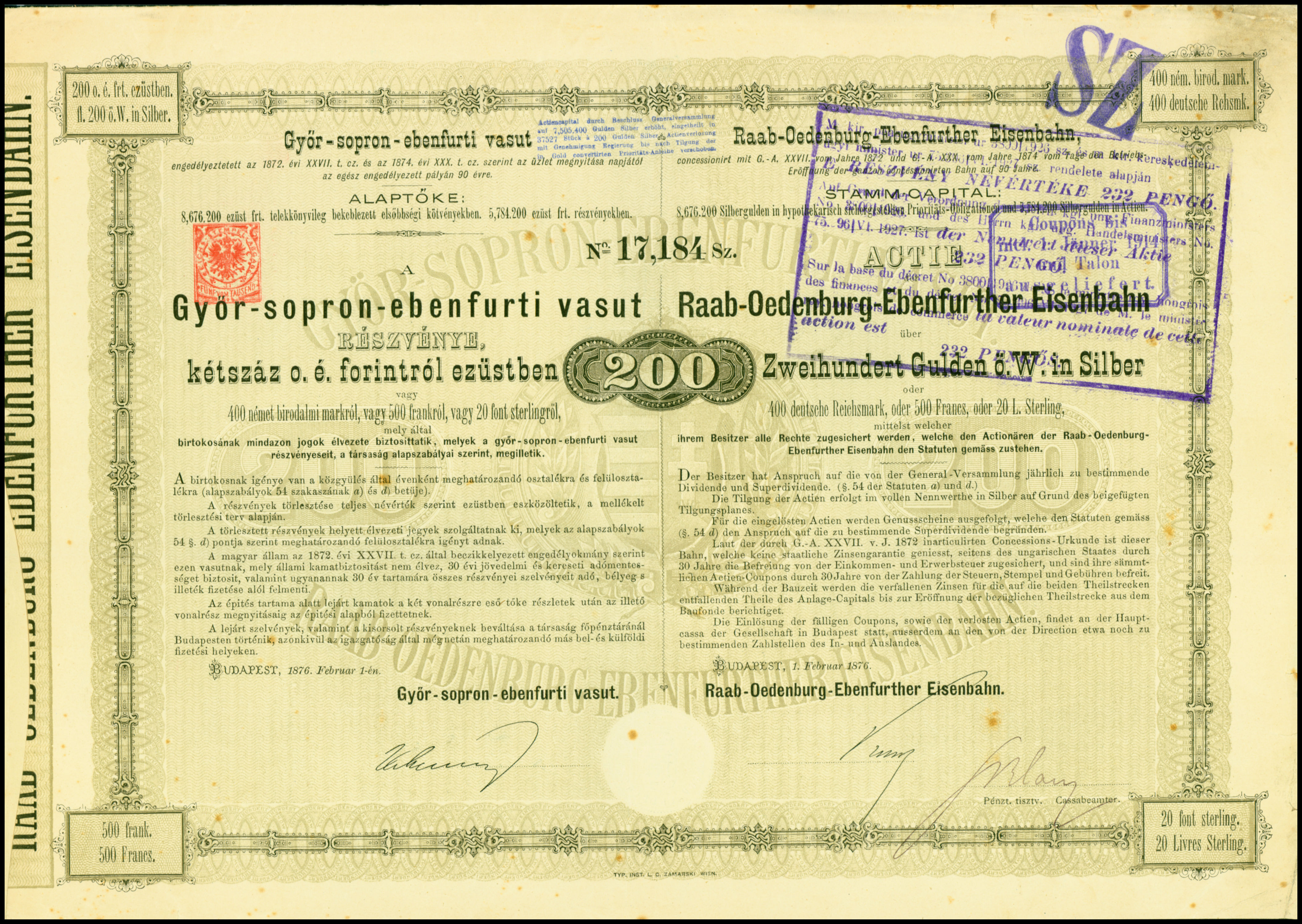
Action de la Győr-Sopron-Ebenfurti Vasút en date du 1 fevrier 1876

Győr-Sopron-Ebenfurti Vasút Zrt. ([ˈɟøːɾ ˈʃopɾon ˈɛbɛnfuɾti ˈvɒʃuːt], GYSEV Zrt.) / Raab-Oedenburg-Ebenfurter Eisenbahn AG. (Raaberbahn}  est une compagnie de chemin de fer de Hongrie et d'Autriche. 

## Exploitation
La compagnie possède plusieurs lignes transfrontalières :
- Ligne 8 entre Győr et Sopron
- Ligne 512 entre Sopron et Ebenfurth.

Elle exploite enfin les lignes MÁV suivantes :
- Ligne 1, uniquement sur la section entre Hegyeshalom et Rajka
- Ligne 9 entre Fertőszentmiklós à Pamhagen, notamment empruntée par le Neusiedler Seebahn/FHÉV entre Neusiedl am See et Celldömölk, autour du Lac de Neusiedl
- Ligne 15 entre Szombathely et Sopron
- Ligne 16 entre Szombathely et Hegyeshalom
- Ligne 17, uniquement sur la section entre Szombathely et Zalaszentiván
- Ligne 18 entre Szombathely et Kőszeg
- Ligne 20, uniquement sur la section entre Szombathely et Porpác
- Ligne 21 entre Szombathely et Szentgotthárd.

La gare de Szombathely est la plus grande gare de la GySEV/Raaberbahn, ainsi que la tête de pont du réseau. Avant 2011, cette dernière fonction incombait davantage à la gare de Sopron, située à proximité immédiate de la frontière austro-hongroise.